# Arbacia dufresnii
Espèce
Arbacia dufresnii est une espèce d’oursins réguliers de la famille des Arbaciidae.

## Habitat et répartition
On trouve cette espèce sur les côtes de Patagonie australe et dans la région Antarctique. 

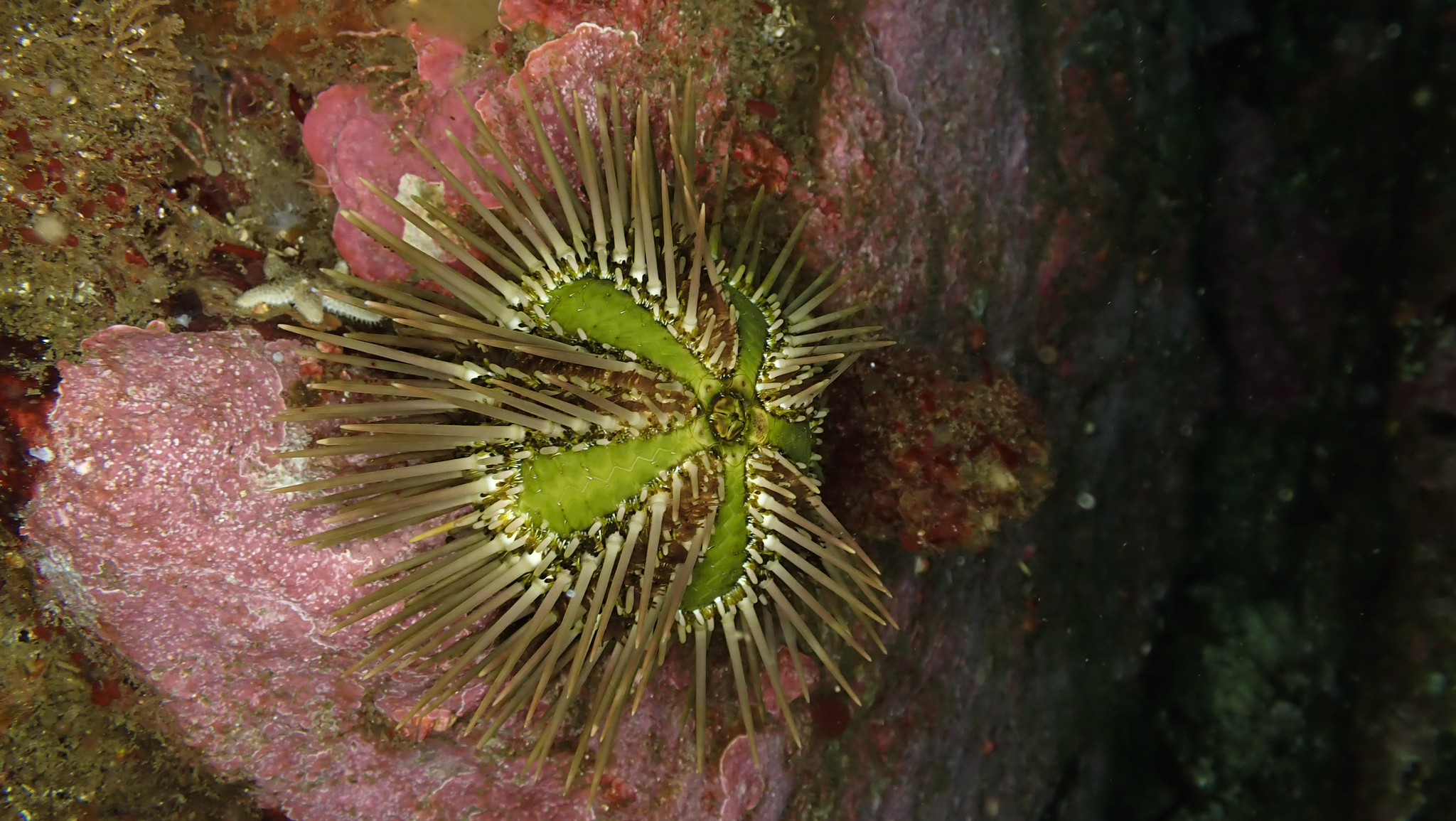
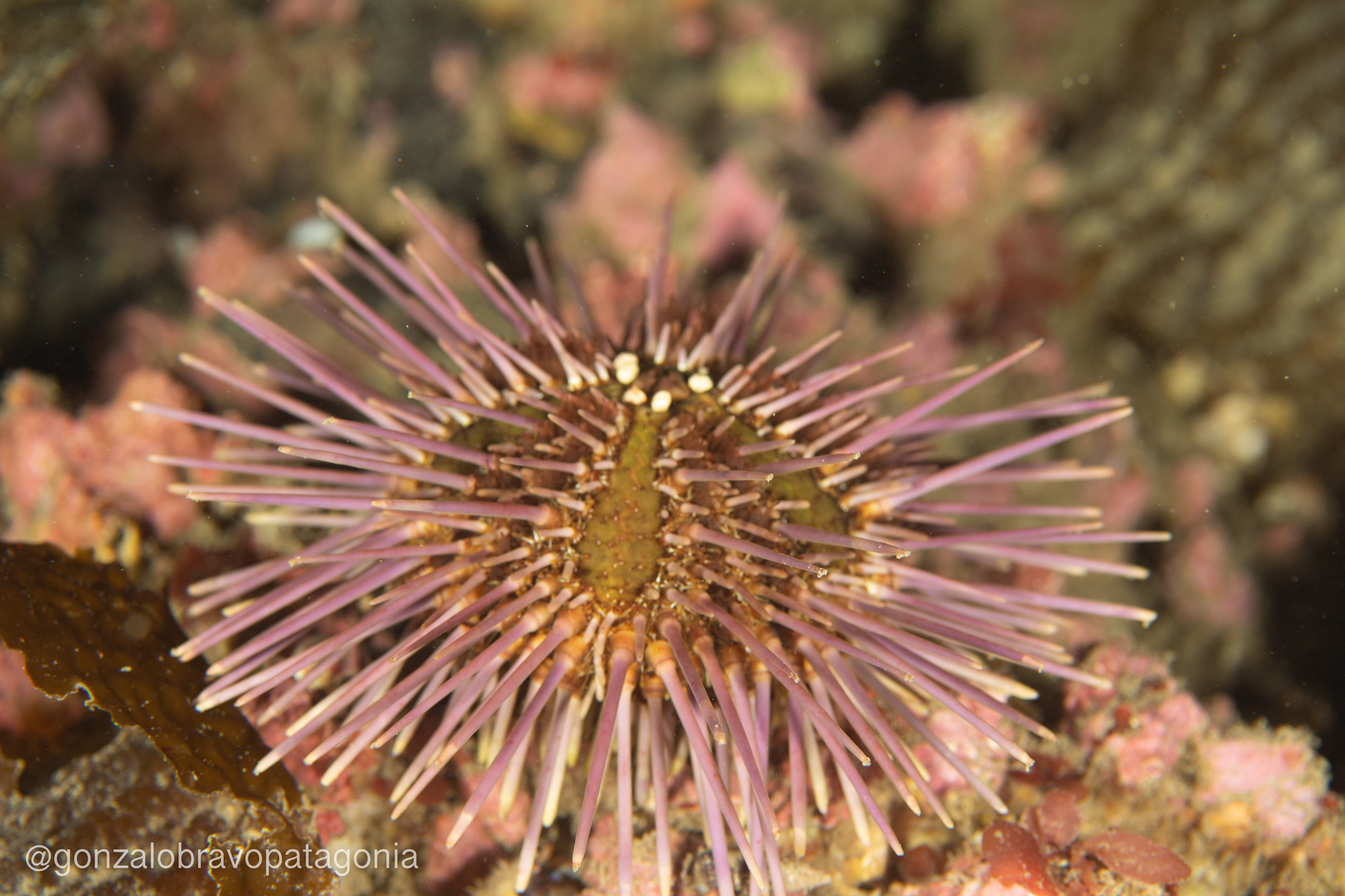
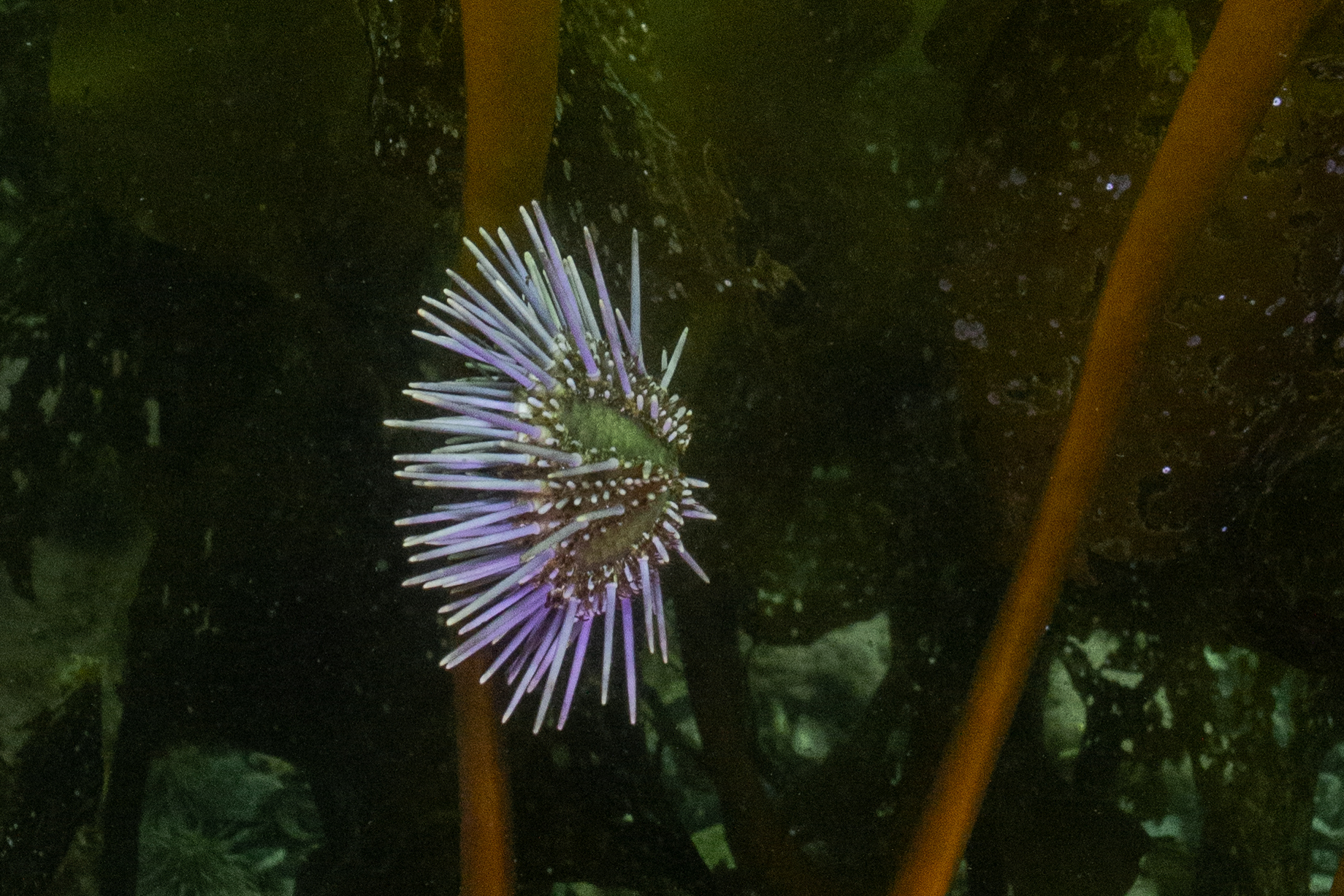
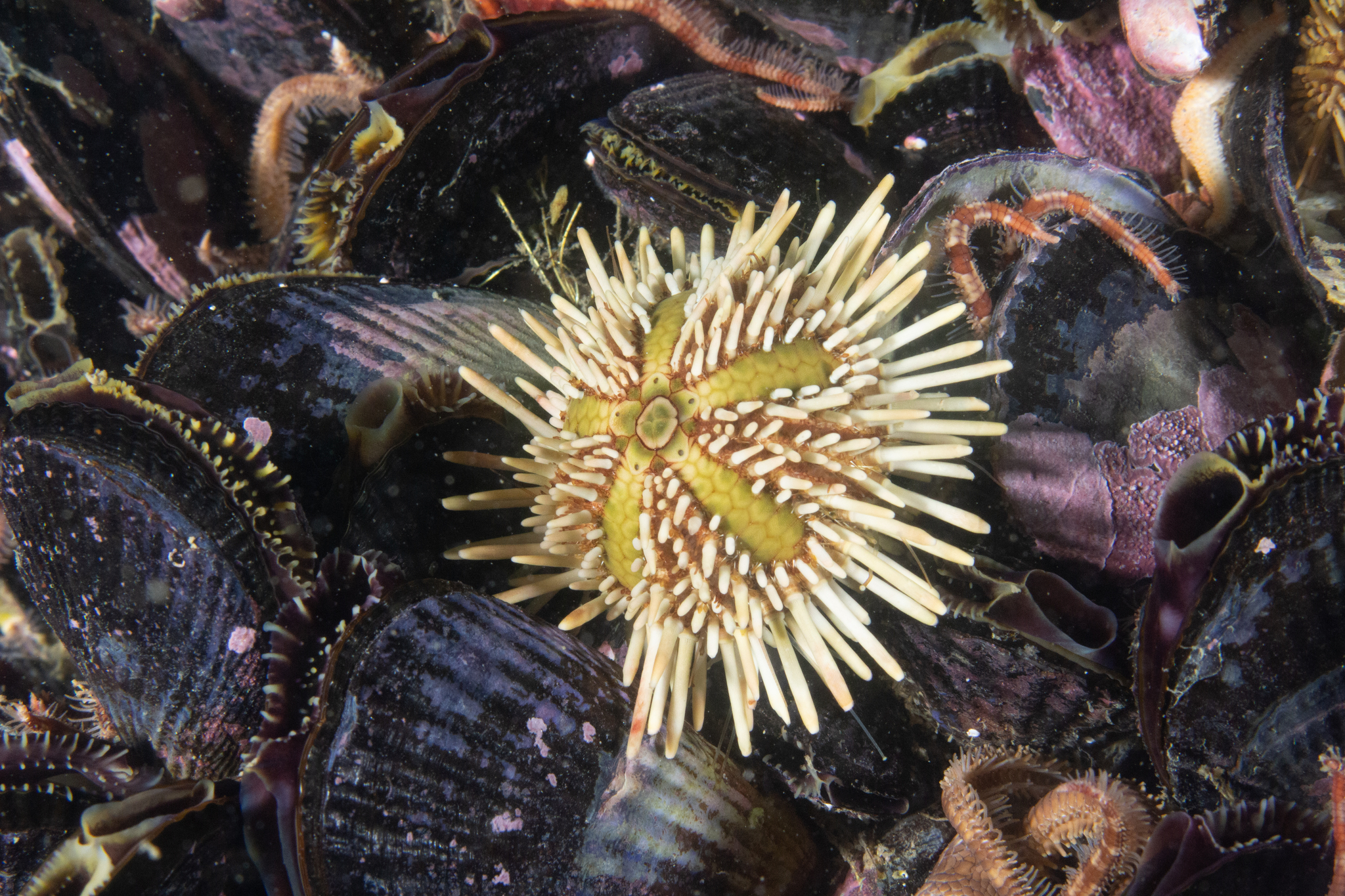
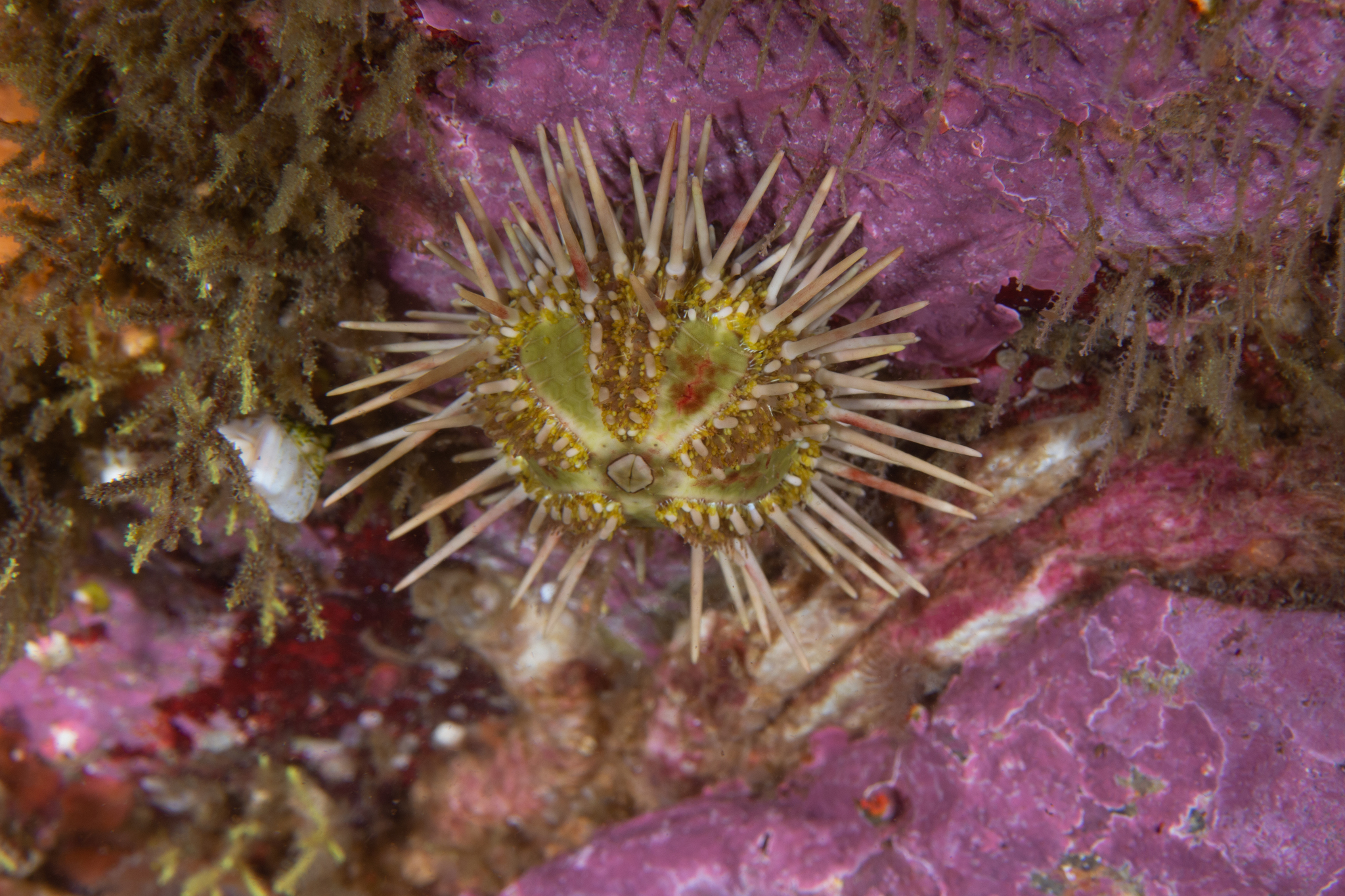

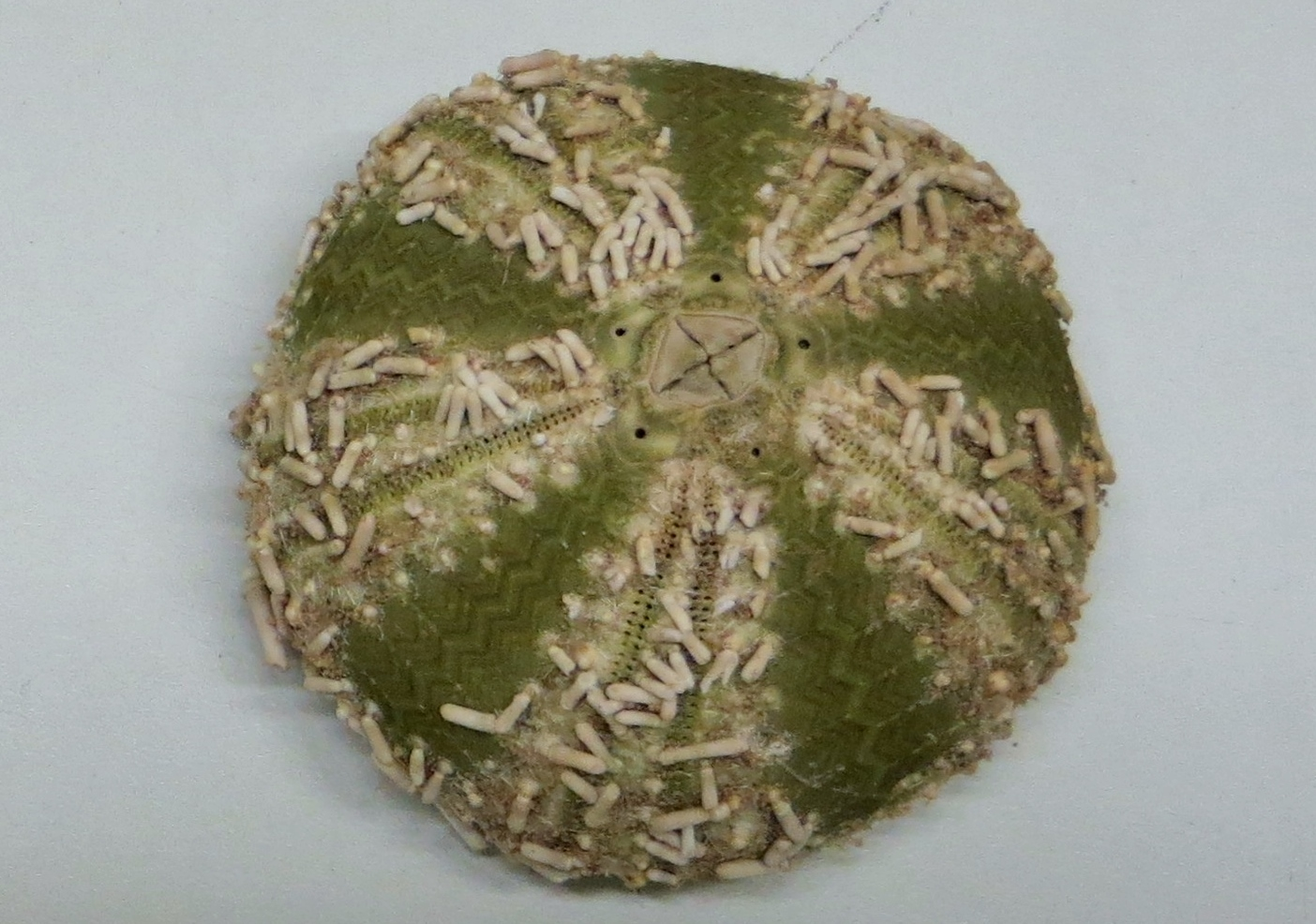
Spécimen séché (MNHN)
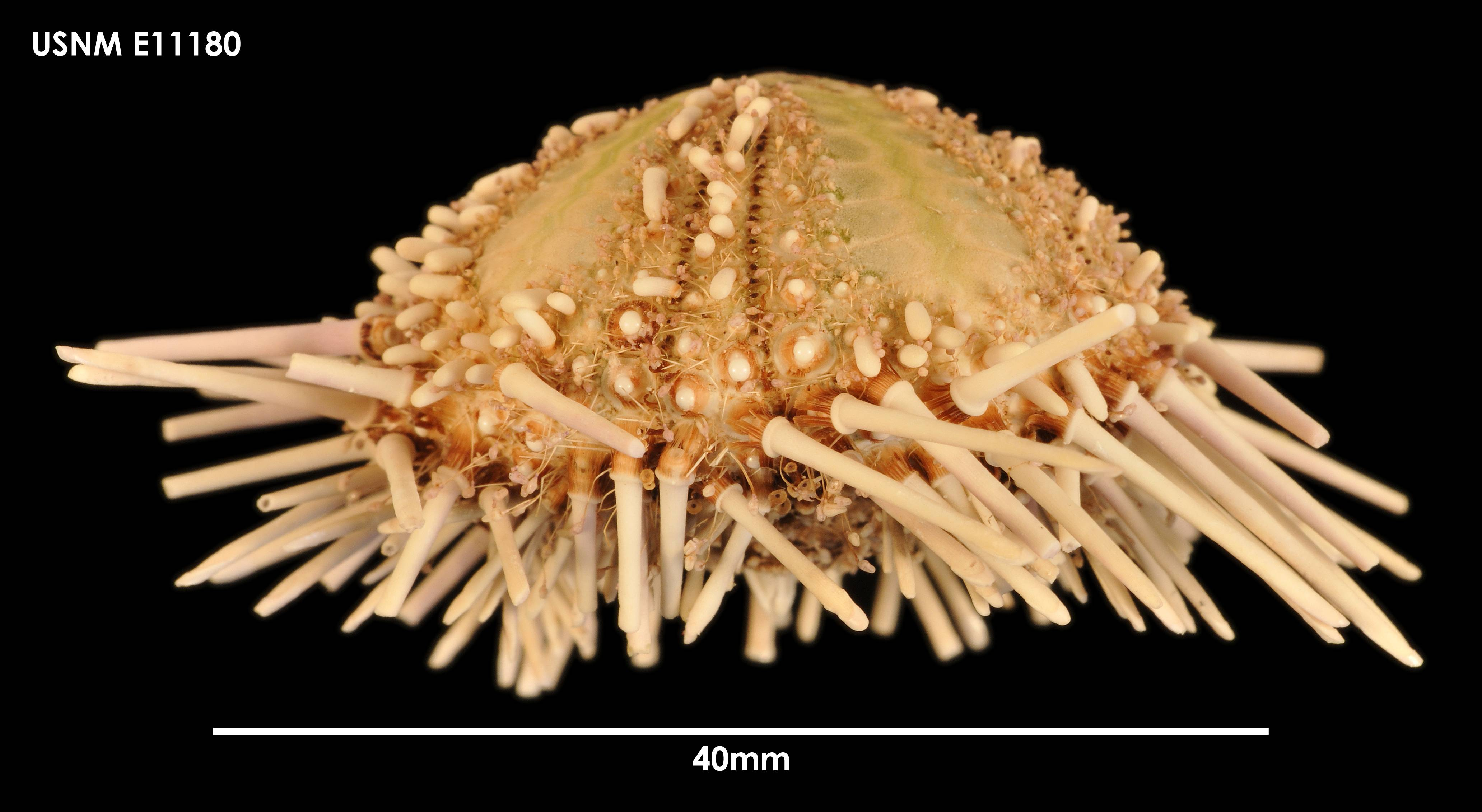
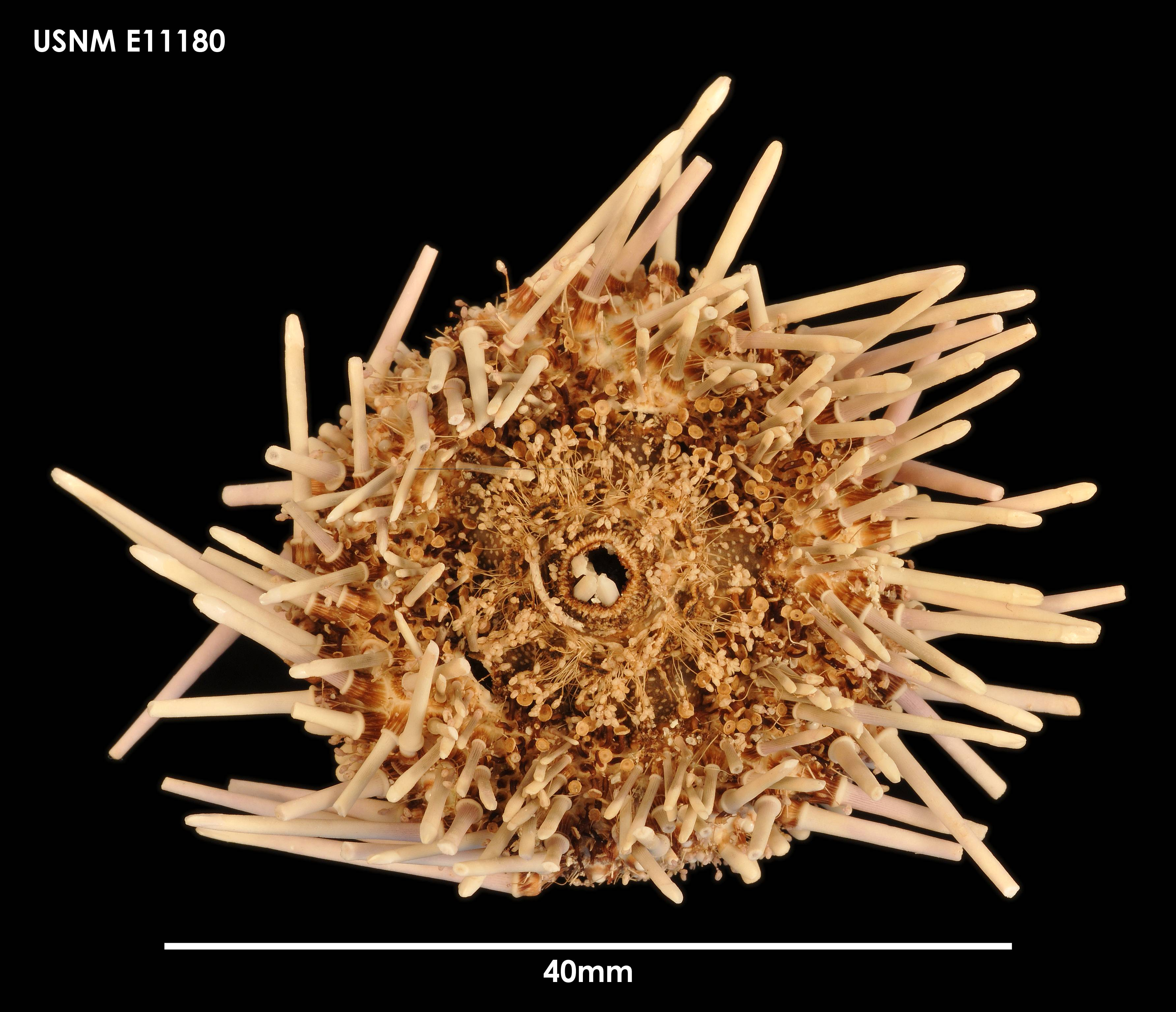
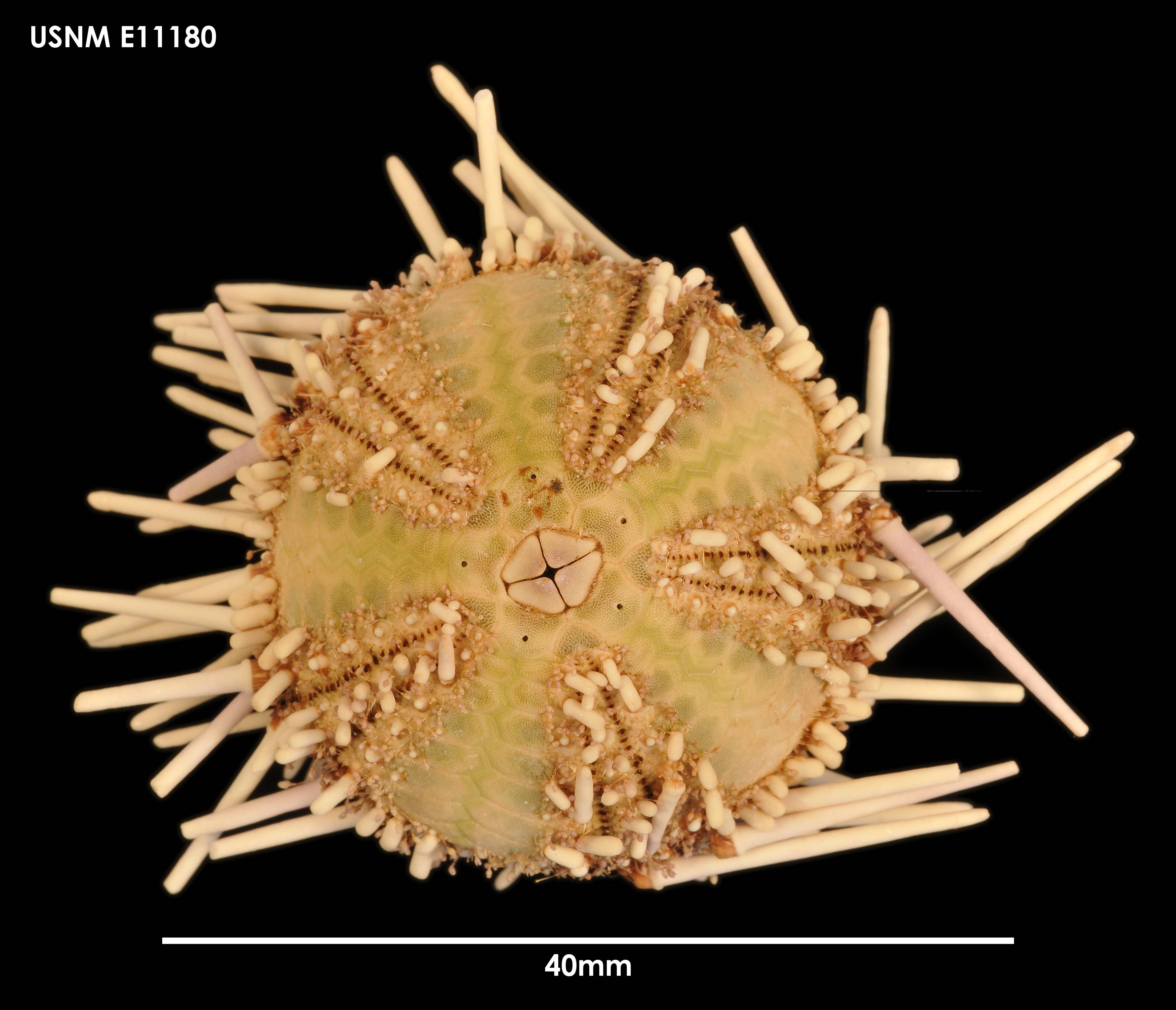
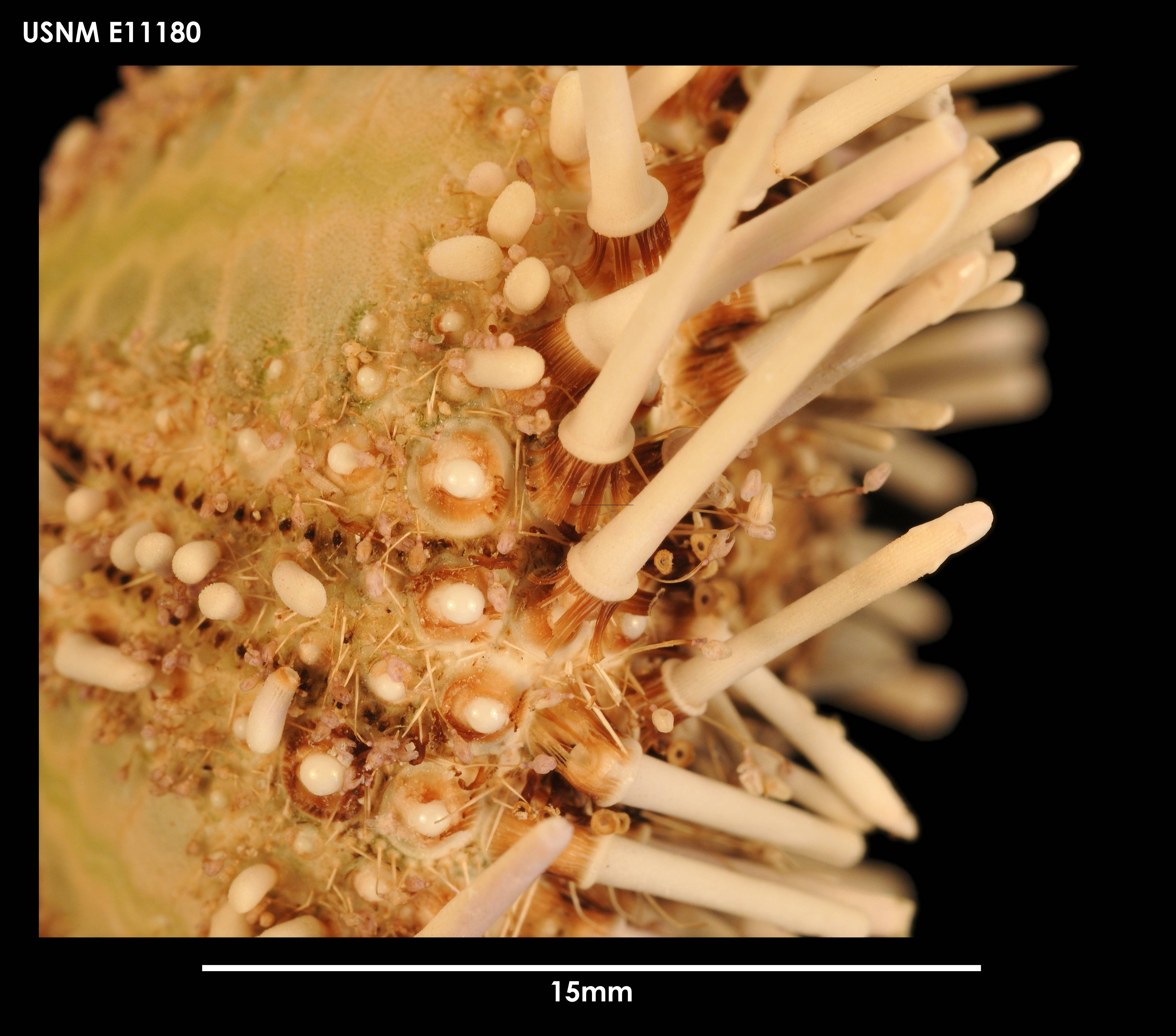
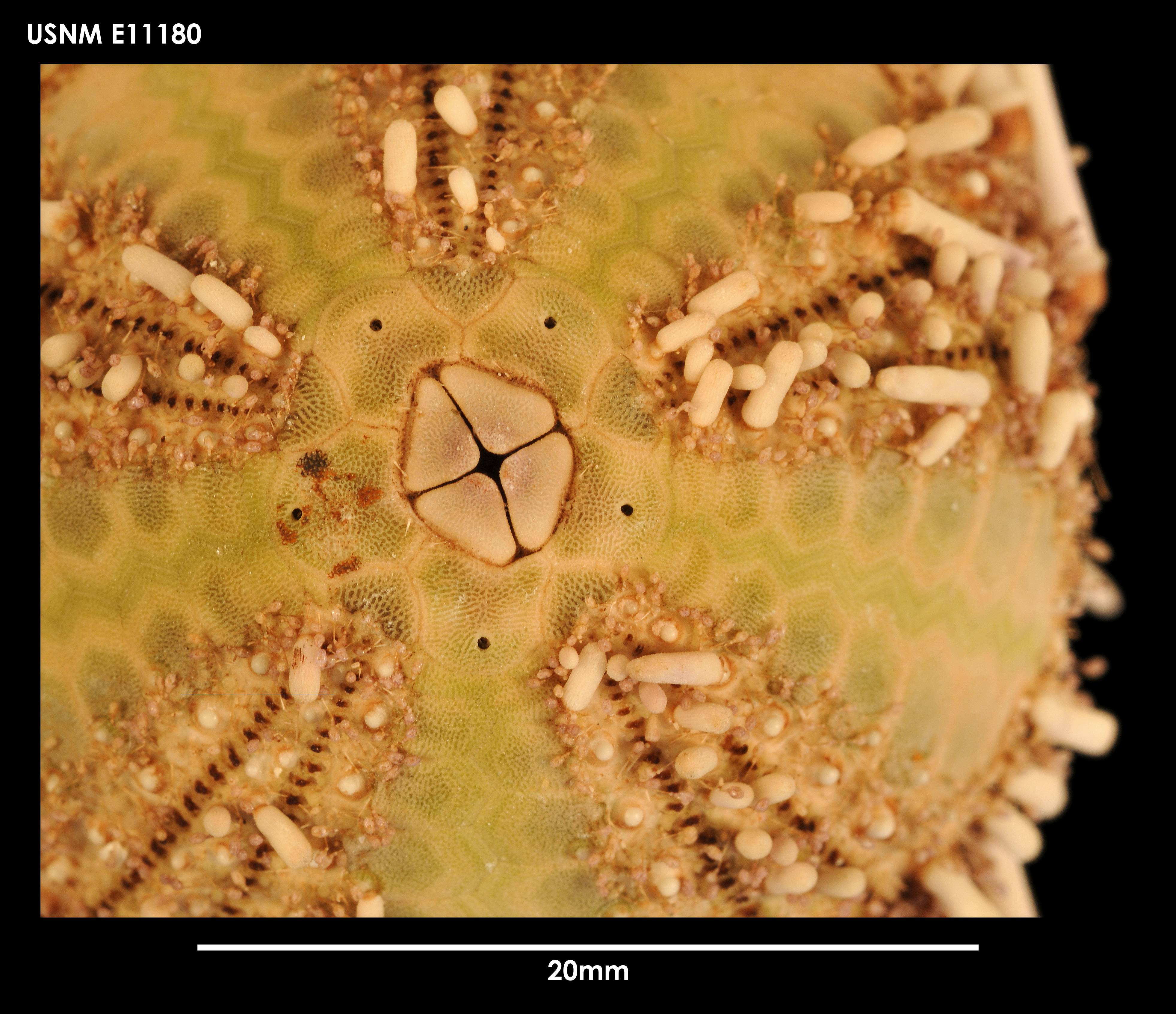